# Агумаа, Руслан Хинтругович
Руслан Хинтругович Агумаа (12 марта 1946, Дурипш, Абхазская АССР) — советский и абхазский композитор-песенник.
Заслуженный артист Республики Абхазия (2013). Народный артист Республики Абхазия (2016).

## Биография
В 1946 году родился в селе Дурипш Гудаутский района в большой семье крестьянина Хинтруга Агумаа, в которой уже, помимо самого младшего, было еще семеро детей — шесть девочек и мальчик. Все члены семьи играли на различных музыкальных инструментах, пели. Отец Хинтруг играл на апхиарца и сочинял частушки. Учась в школе, принимал участие во всевозможных смотрах самодеятельных коллективов республики.
В 1961 году по окончании семи классов общеобразовательной школы поступил в Сухумское музыкальное училище на духовое отделение. Обучался сперва в классе «Гобоя», затем из-за ухода педагога перевелся в класс «Кларнет» (педагог Яшар Какубава).
Еще будучи студентом училища стал пробовать себя в композиции, сочиняя песни для самодеятельных коллективов. По окончании духового отделения музыкального училища, вновь поступает в него на теоретико-композиторское отделение (педагог Леонид Чепелянский).
В тот период Агумаа написаны песни, которые стали популярными: «Иархэа, иархэа, сылашара» на стихи Мушни Ласурия (первый исполнитель песни Ардашил Авидзба), «Исхароузеи?» на стихи Киршала Чачхалиа (первая исполнительница песни Виолетта Маан). Песня «Раида» на стихи Таифа Аджба (впервые исполнили ВИА «Апсны-67», солист Аркадий Криа) в 80-е годы XX века открывала гастрольную программу выступлений ВИА «Апсны-67» в Польше.
Песня «Исхароузеи?» вошла в золотую коллекцию абхазской эстрады. Ее исполняли и продолжают исполнять различные артисты и ансамбли: ВИА «Райда», ВИА «Амра», ВИА «Апсны-67» (солистка Людмила Гумба), Хибла Мукба, Мадина Кварацхелия, Хибла Герзмава и другие.
Помимо написания песен, организовал детские эстрадные коллективы: в конце 80-х годов собрал вокальную группу из учащихся средней школы№ 10 города Сухум, просуществовавшую вплоть до начала грузино-абхазский конфликт, а в 2015 году при средней школе № 2 города Гудаута учредил новый детский музыкальный ансамбль «Лисички», неоднократно побеждавший на различных республиканских конкурсах эстрадной песни.
Агумаа автор некоторых аранжировокизвестных песен: народных песен «Гудиса» и «Азамат», эстрадных песен «Шьышь-нани» (Лакрба, Шинкуба), «Кофта шкэакэа» (Чичба, Шинкуба), «Бааи, бааи, сылашара» (Чаниа).
После гибели двух своих сыновей Астамура (сентябрь 1993) и Леона (декабрь 1992) в ходе грузино-абхазский конфликт долгое время не писал песен. Вернулся к творчеству только спустя восемь лет творческого безмолвия.

## Семья
Первая жена Аза Гумба. В браке родилось пятеро детей. После развода с первой женой, с 1996 по 2002 год был женат на Рите Хашиг. Во втором браке родилось двое сыновей. Сестра Агумаа Софа Хинтруговна.

## Песни
- «Быблакэа» (Р.Джопуа)
- «Иархэа, иархэа, сылашара» (М.Ласурия)
- «Исхароузеи?» (К.Чачхалиа)
- «О бабакоу исзыпшу?» (Т.Аджба)
- «Райда» (Т.Аджба)
- «Ацэа салнахеит Радеда» (Ю.Пкин)
- «Ан лгэы» (С.Адзинба)
- «Ачыючкун» (Р.Смыр)
- «Иаамтахеит тагалан» (Вл. Ахиба)
- «Пшьаала-пшьаала» (Ч.Джонуа)
- «Ачу-ачу» (Т.Чаниа)
- «Шэааи-сааи» (Р.Смыр)
- «Песны о Гудауте» (Ю.Пкин)
- «Аапынра схьымдзар сынхадзом» (З.Тхайцук)
- «Ех, изыпсоузеи ускан…» (Ю.Пкин)
- «Улыбка» (Ю.Пкин)
- «Пхэызба хэычык Лыхнаштачы» (В.Ахиба)
- «Сышьхакэа шлоуп» (К.Ломиа)
- «Тагалан» (Л.Кайтан)
- «Иссироуп абахчачы апсшьара» (Т.Аджба)
- «Уи сара» (Г.Гублиа)
- «Дида хса!» (К.Ломиа)
- «Чыц санылеит адунеи» (Ю.Пкин)
- «Апслыш» (Ю.Пкин)
- «Аиааира ашэахэала» (Л.Кайтан)
- «Посвящение летчику Леониду Пкин» (Ю.Пкин)
- «Абзиабаюы иашэа» (Л.Квициния)
- «Асы ауеит» (Э.Квирая)
- «Астамыр изы ашэак» (Г.Сакания)
- «Ахахаира, ахахаира» (Р.Смыр)
- «Ачар рашэа» (Б.Шинкуба)

## Песни для детей
- «Аласба» (Р.Джопуа)
- «Аапынра ааит» (З.Кварчия)
- «Ура-ура, ачара руан» (Ю.Пкин)
- «Хажэхьа бзиа избоит сара» (Дж. Табагуа)
- «Счамгэыр урахэыцкэа хиами» (А.Джонуа)

## Награды
Заслуженный артист Республики Абхазия (2013), Народный артист Республики Абхазия (2016)